# Yuan Longping
Yuan Longping en chino simplificado: 袁隆平; (Beijing, 7 de septiembre de 1930, Changsha, 22 de mayo de 2021) fue un agrónomo y científico chino conocido por desarrollar las primeras variedades híbridas de arroz en la década de 1970. Desde entonces, gracias a sus contribuciones, el arroz híbrido se ha cultivado en docenas de países dentro de África, América y Asia, lo cual proporciona una sólida fuente de alimentos en áreas con alto riesgo de hambruna.

## Trayectoria
Yuan nació en Beijing en 1930. Los orígenes familiares, su hogar ancestral está en el condado de De'an, Jiujiang, provincia de Jiangxi. Durante la segunda guerra sino-japonesa y la guerra civil china, se trasladó con su familia y asistió a la escuela en muchos lugares, incluidos Hunan, Chongqing, Hankou y Nankín.
Se graduó en el Southwest Agricultural College (forma parte de la Universidad del Sudoeste) en 1953 y comenzó su carrera docente en una escuela de agricultura en Anjiang en la provincia de Hunan. Se casó con uno de sus estudiantes, Deng Ze (邓则) en 1964, tienen dos hijos, Yuan Ding'an (袁定安) y Yuan Dingjiang (袁定江).
Innovó cuando tuvo y desarrolló la idea de hibridar el arroz en la década de 1960 cuando una serie de políticas dañinas (como el Gran Salto Adelante) hundió a China en una hambruna sin precedentes que causó la muerte de millones de ciudadanos chinos.
Desde entonces, Yuan se dedicó a la investigación y el desarrollo de una mejor raza de arroz. En 1964, encontró una planta de arroz natural para usar en sus experimentos de hibridación que tenía ventajas obvias sobre otras especies. Muy animado por los resultados, comenzó a estudiar los elementos de esta raza en particular.
El mayor problema en ese momento era no tener un método conocido para reproducir arroz híbrido en cantidades masivas, y ese fue el problema que Yuan se propuso resolver. En 1964, Yuan creó su teoría del uso de una hipotética cepa de arroz estéril masculina naturalmente mutada que, él predijo que probablemente existía para la creación de una nueva especie de arroz híbrido reproductivo. En dos años logró encontrar con éxito algunos ejemplares de un arroz estéril masculino mutado que podría utilizar para su investigación. Experimentos posteriores demostraron que su teoría original era viable, lo que la convirtió en su contribución más importante al arroz híbrido.

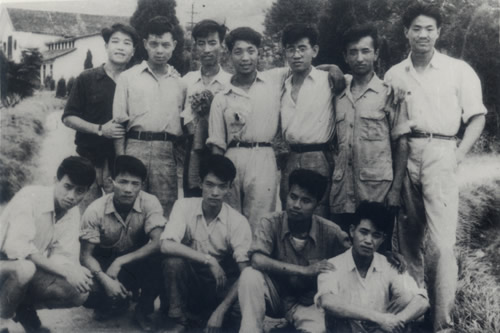
Yuan Longping en 1953 en Southwest University. Yuan en la última fila, a la izquierda tres.

Yuan pasó a resolver más problemas de los que se habían planteado al inicio de la investigación. La primera especie de arroz híbrido experimental que se cultivó no mostró ninguna ventaja significativa sobre las especies comúnmente cultivadas, por lo que Yuan sugirió cruzar el arroz con un pariente más lejano: el arroz salvaje. En 1970, encontró una especie de arroz silvestre particularmente importante que terminó usando para la creación de una especie de arroz híbrido de alto rendimiento agrícola. En 1973, en cooperación con otros investigadores, finalmente pudo establecer un proceso completo para crear y reproducir esta especie de arroz híbrido de alto rendimiento.
Al año siguiente, cultivaron con éxito una especie de arroz híbrido que tenía grandes ventajas sobre el arroz cultivado convencionalmente. Rindió un 20 por ciento más por unidad que el de las razas de arroz comunes, colocando a China a la cabeza mundial en la producción de arroz. Por este logro, Yuan Longping fue apodado el "padre del arroz híbrido".
En la actualidad, hasta el 50 por ciento del número total de arrozales de China cultiva la especie de arroz híbrido de Yuan Longping y estos arrozales híbridos obtienen el 60 por ciento de la producción total de arroz en China. Debido al arduo trabajo de Yuan, la producción total de arroz de China aumentó de 56,9 millones de toneladas en 1950 a 194,7 millones de toneladas en 2017. Se han producido alrededor de 300 mil millones de kilos de arroz en los últimos veinte años, en comparación con la cantidad estimada que se habría producido sin la especie de arroz híbrido. El aumento del rendimiento anual es suficiente para alimentar a 60 millones de personas más.
Yuan trabajó para mejorar el "super arroz" que mostró un rendimiento de más del 30 por ciento, en comparación con el arroz común, con un rendimiento récord de 17.055 kilogramos por hectárea registrado en el condado de Yongsheng en la provincia de Yunnan en 1999.
En enero de 2014, Yuan dijo en una entrevista que los alimentos modificados genéticamente serían la dirección futura de los alimentos y que él había estado trabajando en esa línea, en la modificación genética del arroz.

## Primeras etapas de los experimentos de arroz híbrido

### Ideología
En la década de 1950, se enseñaron en China dos teorías distintas de la herencia. Una teoría era de Gregor Mendel y Thomas Hunt Morgan y se basaba en el concepto de genes y alelos. La otra teoría era la de los científicos de la Unión Soviética Iván Vladimirovich Michurin y Trofim Lysenko, que afirmaron que los organismos cambiarían a lo largo de sus vidas para adaptarse a los cambios ambientales que experimentaron y su descendencia heredaría los cambios. En ese momento, la postura oficial del gobierno chino sobre las teorías científicas era la de "inclinarse hacia el lado soviético", y cualquier ideología de la Unión Soviética se consideraba la única verdad, mientras que todo lo demás se consideraba inválido. Yuan, como estudiante de agricultura en la Universidad del Sudoeste, se mantuvo escéptico sobre ambas teorías y comenzó sus propios experimentos para intentar llegar a sus propias conclusiones.
Su primer experimento fue con las ipomoea batatas. Siguiendo la teoría de Michurin, injertó Ipomoea alba (una especie de flor con alta tasa de fotosíntesis y alta eficiencia en la producción de almidón) en batatas. Estas batatas crecieron mucho más que las batatas en las que no había injertado el ipomoea alba, y la más grande llegó a casi 8 kilogramos. Sin embargo, cuando cultivó estas batatas injertadas y las plantó para la segunda generación, las batatas producidas seguían siendo batatas normales con sus hojas originales, y la flor de ipomoea alba producida por las semillas del híbrido injertado de ipomoea alba no creció con patatas dulces. Continuó con experimentos de injerto similares en otras plantas, pero ninguna de las plantas híbridas produjo descendencia con ninguno de los rasgos beneficiosos de las que habían sido injertados en sus padres, lo cual era una completa contradicción con la teoría de Michurin. En las conclusiones de Yuan sobre sus experimentos, escribió; "Había aprendido algunos antecedentes de la teoría de Mendel y Morgan, y sabía por artículos de revistas que estaba comprobada por experimentos y aplicaciones agrícolas reales, como la sandía sin semillas. Quería leer más y aprender más, pero solo puedo hacerlo en secreto".

### Hambruna
En 1959, China experimentó la Gran hambruna china. Yuan, como científico agrícola, poco podía hacer para ayudar a las personas que lo rodeaban en la provincia de Hunan. “No había nada en el campo porque las personas hambrientas se llevaron todas las cosas comestibles que pudieron encontrar. Comen pasto, semillas, raíces de helecho o incluso arcilla blanca en el extremo". Yuan consideró aplicar las reglas de herencia a las batatas y al trigo, ya que su rápido crecimiento los convertía en soluciones prácticas para la hambruna. Sin embargo, se dio cuenta de que en el sur de China la batata nunca fue parte de la dieta diaria y el trigo no crecía bien en esa área. Por lo tanto, pensó en el arroz.

### Heterosis
En 1906, el genetista George Harrison Shull hizo experimentos con el maíz híbrido. Observó que la endogamia reducía el vigor y la producción entre la descendencia, pero el cruzamiento hizo lo contrario. Esos experimentos probaron el concepto de heterosis. En la década de 1950, el genetista JC Stephens y algunos otros utilizaron el híbrido de dos razas que se encuentran en África y crearon semillas de alta producción para sorgo. Esos resultados fueron inspiradores para Yuan. Sin embargo, el maíz y el sorgo logran la polinización principalmente a través de la polinización cruzada, mientras que el arroz es una planta autopolinizante, lo que dificultaría cualquier intento de cruzamiento por razones obvias. En  el libro de Edmund Ware Sinnott, Principios de la Genética, se establece que las plantas autopolinizantes, como el trigo y el arroz, experimentaron una selección a largo plazo tanto por la naturaleza como por el ser humano. Por lo tanto, las características que eran inferiores fueron todas excluidas y las restantes son todas superiores. Especuló que no sería ventajoso hacer cruces de arroz. La naturaleza de la autopolinización dificulta la realización de experimentos cruzados en arroz a gran escala.

## Contribuciones
En 1979, su técnica para el arroz híbrido se introdujo en los Estados Unidos, convirtiéndose en el primer caso de transferencia de derechos de propiedad intelectual en la historia de la República Popular China.
Las estadísticas de 1991 de la  Organización de las Naciones Unidas para la Agricultura y la Alimentación muestran que el 20 por ciento de la producción mundial de arroz provino, en un 10 por ciento, de los campos de arroz del mundo que cultivan arroz híbrido.

## Reconocimientos
- Cuatro asteroides y una universidad en China llevan su nombre.
- Yuan ganó el Premio Estatal de Ciencia y Tecnología de China en 2000, el Premio Wolf en Agricultura y el Premio Mundial de Alimentación en 2004.
- Fue director general del Centro Nacional de investigación y desarrollo de arroz híbrido de China y profesor titular en la Universidad Agrícola de Hunan, Changsha. Fue miembro de la Academia China de Ingeniería, asociado extranjero de la Academia Nacional de Ciencias (Estados Unidos) en 2006 y de la CPPCC de 2006.
- Yuan trabajó como consultor jefe de la FAO en 1991.[14]
- Yuan recibió el Mahathir Science Award 2011. El premio fue entregado por el ex primer ministro malasio Mahathir Mohamad.[15][16]

## Muerte
El 10 de marzo de 2021, Yuan Longping se cayó en su base de investigación de arroz híbrido en Sanya. El 7 de abril, fue trasladado a Changsha, provincia de Hunan, para recibir tratamiento. A las 13:07 del 22 de mayo, Yuan Longping murió de insuficiencia orgánica múltiple en el Hospital Xiangya de la Universidad Central del Sur (中南大学湘雅医院).